# Jan Cempírek
Jan Cempírek (* 27. června 1970 v Českých Budějovicích) je český spisovatel a novinář. 

## Život
Po ukončení studií na Lesnické fakultě v Brně procestoval na 40 zemí světa. Pracoval jako honec krav na farmě v Tasmánii, i na oddělení ochrany přírody v Českých Budějovicích. Od roku 1995 pracuje pro média (vydavatelství MAFRA,  Regie Radio Music – Evropa 2, Frekvence 1 či internetová společnost Český internet. Ve volném čase sbírá brouky a běhá na Kleť.
Je autorem čtyř knih publikovaných v letech 2005–2009. Pátou knihu vydal v roce 2017 a šestou v roce 2021. Upozornil na sebe mystifikací, některými médii označovanou za největší českou literární mystifikaci posledních let, kdy svou knihu Bílej kůň, žlutej drak vydával za knihu fiktivní vietnamské autorky Lan Pham Thi. Píše také pro denní tisk, především pro MF Dnes, Deníky, dále pak pro společenské časopisy typu Reflex či Koktejl. Věnuje se především cestopisným reportážím. Založil a provozuje regionální vydavatelství Pikador Books (2014), kde vydává literaturu zaměřenou na beletrii se vztahem k jihočeskému regionu. Vyšla zde například novela Hrdina od Madridu od spisovatelky Markéty Pilátové nominovaná na Cenu Josefa Škvoreckého (2016).  Založil českobudějovický společenský magazín BUDLive  (2016), jako prostor pro kvalitní regionální publicistiku. Pro Český rozhlas České Budějovice píše a čte rozhlasové sloupky.
V roce 2015 byl přizván nakladatelem Petrem Čmerdou z Volar ke spoluúčasti na založení literárního festivalu zaměřeného na Šumavu, kterému vymyslel pojmenování Šumava Litera. Do roku 2019 byl předsedou festivalové soutěžní komise pro českojazyčné knihy, pak inicioval předání předsednictví spisovateli Janu Štifterovi. 
Okrajově se věnuje reportážní fotografii. Sleduje zejména problematiku autostopu, je autorem výstavy Autostopaři.cz (2014) s portréty stopařů doplněných jejich příběhy.

## Dílo
- Rafinerie, Labyrint, Praha 2005 – trainstory ze života pouličních umělců v různých místech Evropy
- Autostop.CZ, Gutenberg, Praha 2008 – kniha povídek z autostopu doplněná fotografiemi a mikropříběhy stopařů
- Tanec posledního dne, DriftBooks – 2014 rockový román napsaný během několika deštivých nocí v hostelu na Novém Zélandu, vydáno jako e-kniha
- Bílej kůň, žlutej drak, Knižní klub, Praha 2009, pod pseudonymem Lan Pham Thi – mystifikační kniha popisující vietnamskou komunitu v Česku tak, jak si běžný Čech asi myslí, že vypadá vietnamský pohled. Dostupné online a jako e-kniha.
- Nejšťastnější generace, Novela bohemica, Praha 2017, román s příběhem gymnazisty Tomáše, který připravuje k talentovým zkouškám na FAMU kolekci časosběrných fotografií své krásné spolužačky. Ačkoliv se na školu nakonec nedostane, ve fotografických schůzkách se svou spolužačkou pokračují i v dalších letech.[5]
- Kdo se směje naposled, Pikador Books, České Budějovice 2021, román volně inspirovaný osudy autorových prarodičů v době protektorátu na jihu Čech
- Moji brouci: Průvodce mladého přírodovědce, Pikador Books, České Budějovice 2024

### Pseudonym Lan Pham Thi
V roce 2009 na sebe Jan Cempírek upoutal pozornost médií, když vyšlo najevo, že knihu Bílej kůň, žlutej drak, která vyhrála Cenu Knižního klubu, napsal ve skutečnosti pod pseudonymem Lan Pham Thi on. Mystifikaci dovedl tak daleko, že pod jménem devatenáctileté Vietnamky poskytl médiím i několik rozhovorů a fotografií – vždy pomocí e-mailové korespondence.
Ačkoliv je psaní pod pseudonymem běžná spisovatelská praxe, vyvolala mystifikace i četné záporné reakce. Významnou úlohu nejspíše sehrála skutečnost, že na knihu bylo nahlíženo jako na autentickou výpověď o česko-vietnamském soužití. Někteří lidé – jako například Denisa Novotná, marketingová manažerka nakladatelství Knižní klub – dokonce považují Cempírkovu mystifikaci za podvod, přestože neporušil ani pravidla soutěže ani autorský zákon.
Vliv domnělé autorčiny národnosti připouštěli i recenzenti, kteří uváděli, že „pokud by [kniha] nepocházela od „Vietnamky“ a nenabízela i pohled do této uzavřené komunity, možná podle nich by zapadla mezi „punkové“ texty dospívajících autorů, jež jsou tradičně plné siláckých řečí, odsudků a úderných přirovnání, ale i romantiky“.
Pavel Janáček, porotce, i Ivan Binar, předseda poroty, však připomněli, že pro porotu jsou soutěžní texty anonymní a Cempírkovo autorství nijak nemění důvody, pro které byla kniha oceněna.
Jan Cempírek uvedl jako motivaci celé mystifikace dva důvody: Snahu upozornit na problémy česko-vietnamského soužití a touhu zjistit, jak bude čtenářský i nakladatelský trh reagovat na knihu plnou klišé.